# Amajić
Amajić (srbsky Амајић) je vesnice v západní části Srbska, administrativně spadající pod opštinu Mali Zvornik. Rozkládá se na břehu řeky Driny, resp. vzdutí vodní elektrárny Zvornik. V roce 2011 zde žilo 156 obyvatel.
Z národnostního hlediska je obyvatelstvo v drtivé většině srbské národnosti (cca 98 %).
Vesnicí prochází významná silnice č. 28. Také zde stojí základní škola Miloše Gajiće. U vesnice ústí potok Boranjska reka do Driny. Vesnice se vytvořila okolo úrodného pole při ústí potoka do řeky; toto pole je doložené dle map třetího vojenského mapování. V souvislosti s vznikem hydroelektrárny bylo nicméně zaplaveno. Díky vzniku umělého jezera je zde dnes rozšířené rybářství.